# Комаров, Евгений Борисович
Евге́ний Бори́сович Комаро́в (род. 10 апреля 1942, дер. Большое Кузнечково, Калининской области) — советский партийный и государственный деятель, глава администрации Мурманской области в 1991—1996 годах.

## Биография
Родился 10 апреля 1942 года в деревне Большое Кузнечково Кувшиновского района Калининской области.
В 1961 году окончил Ржевское железнодорожное училище, после чего устроился бригадиром по ремонту пути на станции Выходной Кольского района Мурманской области. Ушёл в армию по призыву в том же году, служил в Мурманской области.
С 1964 года работал электромонтером и электрослесарем горно-металлургического комбината «Печенганикель». Через год, в 1965, вступил КПСС.
С 1972 на партийной работе в Печенгском, а затем и в Ковдорском райкоме КПСС.
В 1982 становится председателем исполкома Ковдорского районного Совета народных депутатов, а в 1984 году первым секретарем Ковдорского райкома КПСС. В 1985 зочно окончил Ленинградский финансово-экономический институт. В 1988 стал секретарем и членом бюро областного комитета партии.
11 октября 1990 года постановлением Верховного Совета РСФСР Евгений Комаров был утверждён председателем Государственного комитета РСФСР по социально-экономическому развитию Севера.

### Глава администрации Мурманской области
Указом Президента РСФСР от 7 ноября 1991 назначен главой администрации Мурманской области. Вступил в должность 10 ноября 1991 года. В декабре 1996 года проиграл выборы Юрию Евдокимову (в первом туре занял первое место среди 8 кандидатов (31 % голосов), во втором туре получил 40,64 % уступив Евдокимову менее 3 %).

### Дальнейшая деятельность
В 2000 году вновь баллотировался на пост губернатора, но опять проиграл Юрию Евдокимову, набрав лишь 3,37 % голосов избирателей.

## Награды
- Медаль «Защитнику свободной России» (6 мая 1993) — за исполнение гражданского долга при защите демократии и конституционного строя 19-21 августа 1991 года, большой вклад в проведение в жизнь демократических преобразований, укрепление дружбы и сотрудничества между народами[5]
- Благодарность Президента Российской Федерации (12 августа 1996) — за активное участие в организации и проведении выборной кампании Президента Российской Федерации в 1996 году[6]